# DR Automobiles
Die DR Automobiles S.r.l. ist ein italienischer Automobilhersteller. Er ist aus der DR Motor Company hervorgegangen.

## Geschichte
DR Motor Company wurde am 14. Juli 2005 gegründet. Als Person wird Massimo di Risio genannt. Der Sitz war in Rom und der operative Hauptsitz in Macchia d’Isernia. Im November 2007 begann die Montage von Automobilen. Die ersten Fahrzeuge beruhten auf Lizenzen der chinesischen Automarke Chery. Im Jahre 2013 gab es ein Insolvenzverfahren gegen DR Motor Company.
Für DR Automobiles ist kein Gründungsdatum bekannt. Das Unternehmen hatte Ende 2018 ein Netz von 20 Händlern in Italien.
Seit Mai 2020 vermarktet das Unternehmen einige seiner Modelle unter der Marke EVO. Auf der Milano Monza Motor Show im Juni 2022 wurden außerdem die beiden Marken ICKX und Sportequipe vorgestellt. ICKX wurde Anfang 2024 wegen eines Namensrechtsstreits mit dem Rennfahrer Jacky Ickx in ICH-X umbenannt. Im Frühjahr 2024 wurde außerdem die Marke Tiger präsentiert.
Im Juni 2024 wurde das Unternehmen von der italienischen Wettbewerbsbehörde zu einer Zahlung von sechs Millionen Euro verurteilt, weil es den Herstellungsort seiner Fahrzeuge als Italien statt China angab. DR Automobiles kündigte an, in Berufung zu gehen.
Seit März 2025 gibt es die Marke Birba, unter der Leichtfahrzeuge angeboten werden. Das erste Modell basiert auf dem Chery QQ Ice Cream.

## Modelle

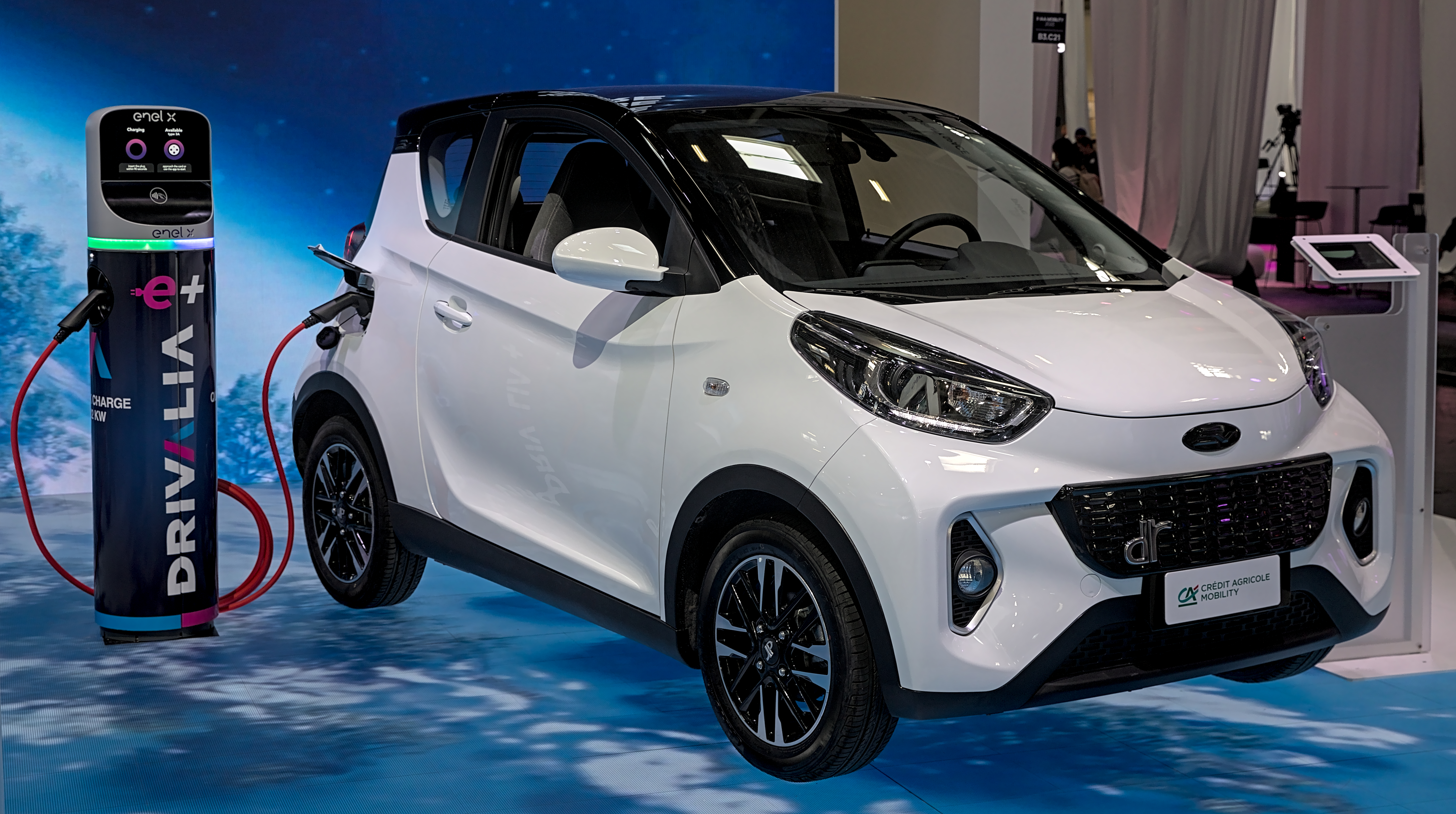
DR 1.0

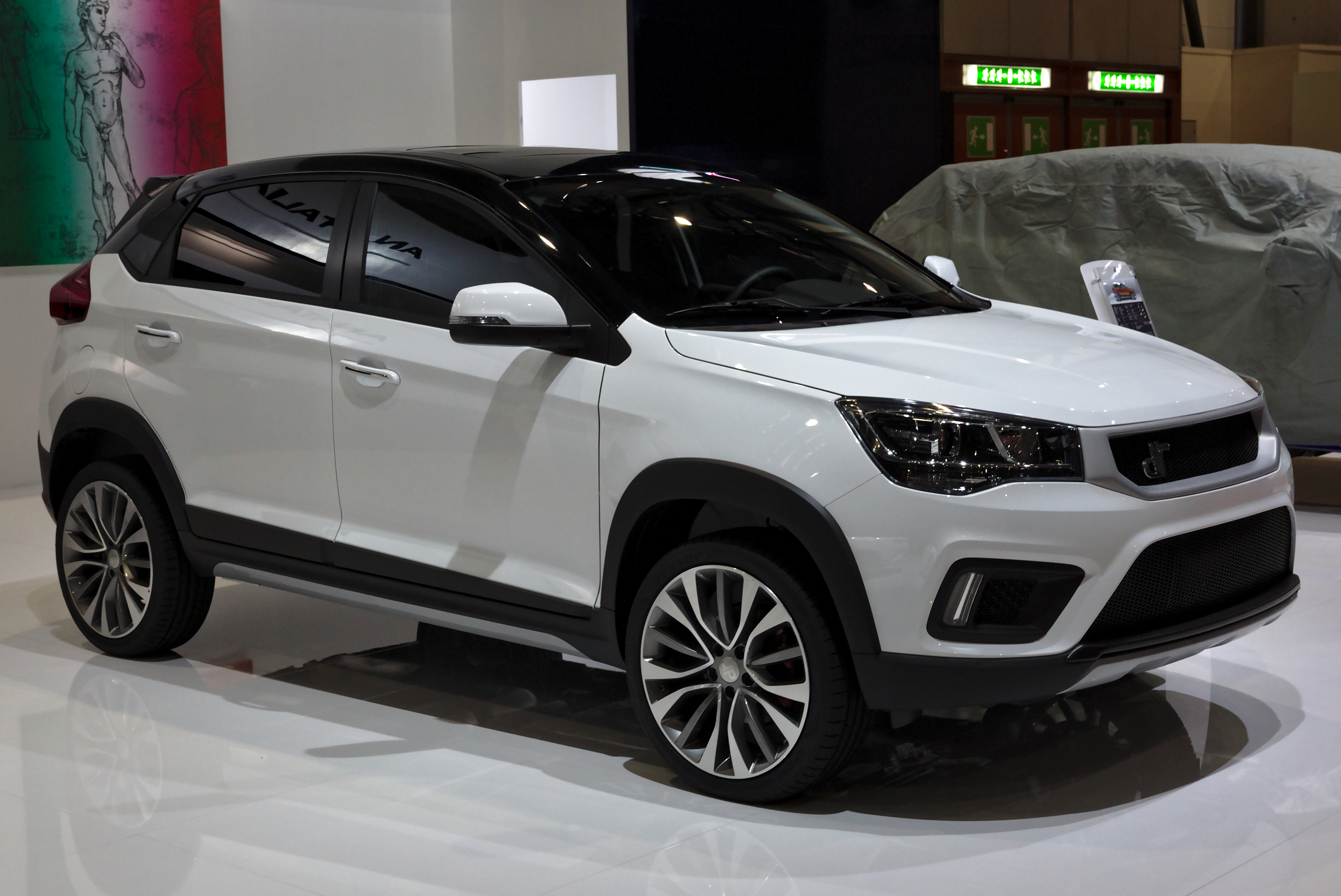
DR 3

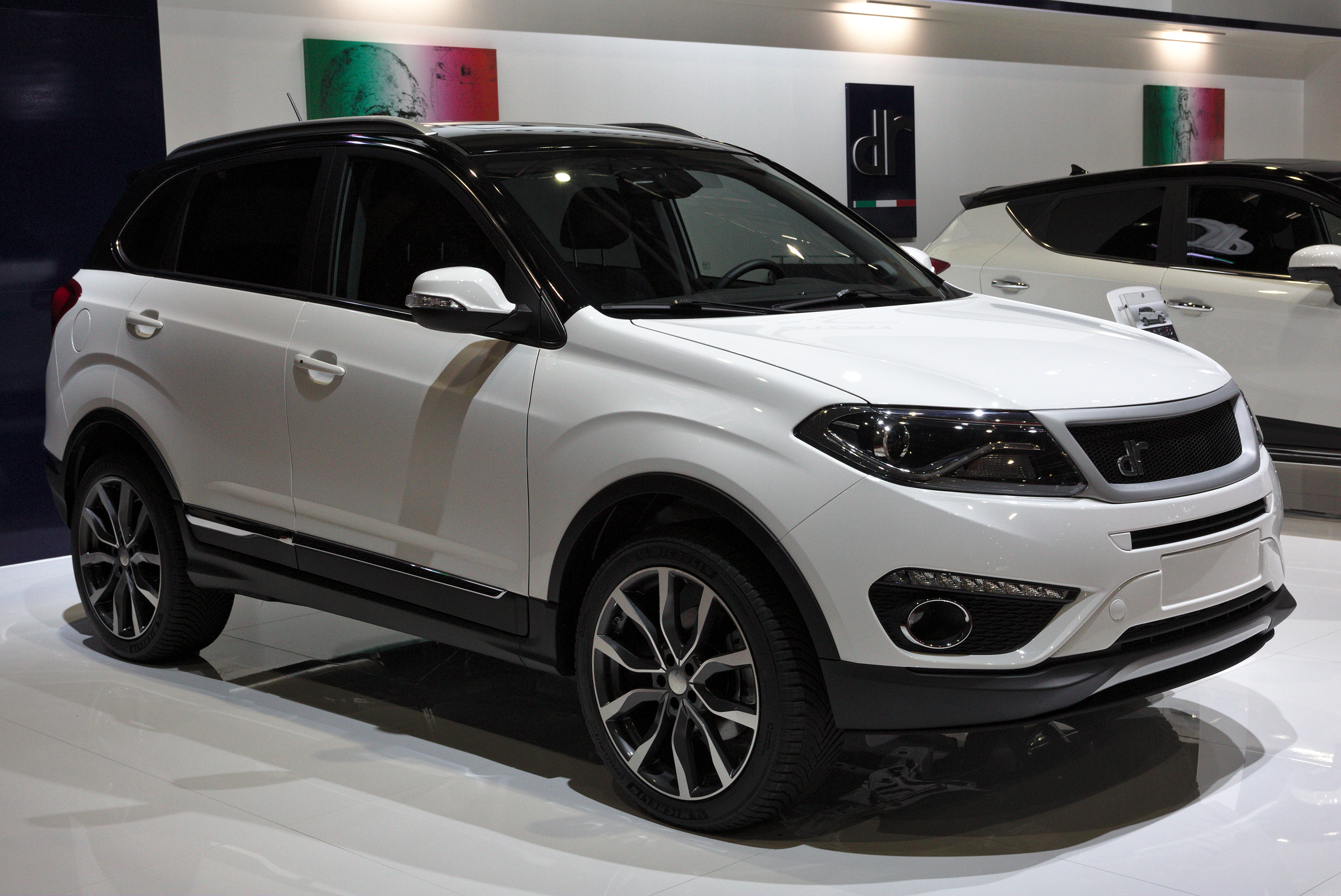
DR 6

Erstes Modell war der DR 5, der auf dem Chery Tiggo 3 basierte. Als Einsteigermodell fungiert der Kleinstwagen DR Zero. Er löste 2015 den auf dem Chery Riich M1 basierenden DR 1 ab. Der Kleinwagen der Marke war der DR 2 auf Basis des Chery A1.
Der DR 5 auf Basis des Chery Tiggo, der DR 4.0 auf Basis des Chery Tiggo 5X und der DR 6 auf Basis des Chery Tiggo 5 sind die fünftürigen SUV-Modelle der Marke.
Der DR 3 ist ein dreitüriger SUV, der Anfang 2018 von einem fünftürigen Crossover (DR 3.0) auf Basis des Chery Tiggo 3X abgelöst wurde.
Auf dem Salon International de l'Automobile (SIAM) im Februar 2017 in Monaco präsentierte der Hersteller mit dem DR 4 ein SUV auf Basis des chinesischen JAC S3.
Im April 2020 präsentierte DR Automobiles den auf dem JAC iEV7S basierenden EVO 3 Electric. 2021 folgte auch eine Verbrennerversion.
Ab Juni 2020 war der auf dem Chery Tiggo 7 basierende DR F35 erhältlich.
Im April 2022 folgte der DR 6.0 auf Basis des Chery Tiggo 7 Plus.
Der DR 7.0 wurde im Juni 2022 auf Basis des Chery Tiggo 8 Plus präsentiert. Außerdem folgten eine überarbeitete Version des DR 3.0, der Pick-Up EVO Cross 4 sowie die ersten Modelle der Marken ICKX und Sportequipe.
Der DR 1.0 ist ein Elektroauto und basiert auf dem Chery eQ1. Er kam im Februar 2023 in den Handel.
Auf Basis des JAC X8 wurde im September 2023 der EVO 7 vorgestellt.
Auf dem Turiner Autosalon 2024 wurden mit dem EVO 6, dem EVO 8 und dem EVO Spazio drei weitere Modelle präsentiert.

## Zulassungszahlen in Italien
2007 wurden in Italien 21 Fahrzeuge zugelassen. In den drei Folgejahren stieg die Zahl über 1908 und 2326 auf den zwischenzeitlichen Höchstwert von 4936 im Jahr 2010. 2011 sank die Zahl auf 2942 und fiel in den nächsten drei Jahren über 711 und 465 auf 360 im Jahr 2014. Für 2015 sind 446 Zulassungen überliefert. Mit einer Produktoffensive 2021 konnten die Zahlen schließlich deutlich gesteigert werden. Wurden 2021 noch 8362 Fahrzeuge neu zugelassen, waren es im Folgejahr 24.480. 2023 stiegen die Zahlen auf 32.650 weiter an.